# François Rozier
Jean-Baptiste François Rozier (Lyon, 23 de janeiro de 1734 – Lyon, 28 ou 29 de agosto de 1793), também conhecido por abade Rozier, foi um botânico e agrónomo francês.

## Biografia
Foi o prior comendatário de Nanteuil-le-Haudouin e senhor de Chèvreville. Completou os seus estudos em Villefranche-sur-Saône e concluiu o curso do seminário de Saint-Irénée em Lyon. Recusou entrar no seminário maior e preferiu dedicar-se à ciência. Com poucos recursos, o seu irmão confiou-lhe a administração dos terrenos da família localizados em Vienne. 
Com amigos como Marc Antoine Louis Claret de La Tourrette (1729-1793) e Jean-Emmanuel Gilibert (1741-1814) dedicou-se ao estudo das ciências botânicas. Conheceu Claude Bourgelat (1712-1779), com quem fundou a escola de veterinária de Lyon, a Escola Veterinária Nacional de Lyon (École nationale vétérinaire de Lyon).
Rozier tornou-se, em 1761, professor de botânica e de medicina na Escola Veterinária Nacional de Lyon. Em colaboração com Marc Antoine Louis Claret de La Tourrette criou um grande jardim botânico do qual em 1765 se tornou diretor. Mas após desentendimentos com Bourgelat, Rozier perdeu o seu posto de professor em 1769. Voltou para a quinta da família, onde recebeu a visita de Jean-Jacques Rousseau (1712-1778).
Publicou em 1776, com La Tourrette, a obra Démonstrations élémentaires de botanique, que foi reeditada várias vezes. Rozier mudou-se para Paris onde assumiu a direção do periódico Journal de Physique, que havia sido fundado por Jacques Gautier d'Agoty (1716–1785) e que ele rebatizou com o título de Journal d'observations sur la Physique. Manteve a publicação durante dez anos.
Foi enviado por Anne Robert Jacques Turgot (1727-1781) em 1775 ao sul da França para estudar as produções locais. Em 1777 esteve na [Holanda]], acompanhado por Nicolas Desmarest (1725-1815), para estudar os moinhos. Em 1779 mudou-se para o domínio  de Beauséjour, perto de Béziers, onde escreveu seu Cours complet d'agriculture ... ou Dictionnaire universel d'agriculture, par une société d'agriculteurs (doze volumes nove dos quais por sua mão, 1781-1800). Em 1801, foi publicado, postumamente, o seu Traité théorique et pratique sur la culture de la vigne, avec dell'arte de faire le vin, les eaux-de-vie, esprit de vin, vinagres (dois volumes, Paris, 1801).

## Obras
Entre outras, é autor das seguintes obras:
- Mémoire sur la meilleure manière de faire et de gouverner les vins de Provence, soit pour l'usage, soit pour leur faire passer les mers.
- Démonstrations élémentaires de botanique (em colaboração com Antoine-Louis Claret de la Tourette). Jean-Marie Bruyset, Lyon, 1773.
- Observations sur la physique, sur l'histoire naturelle et sur les arts, ecc. par l'abbé Rozier, par M. J. A. Mongez le jeune ecc.
- Cours complet d'agriculture théorique, pratique, économique, et de médecine rurale et vétérinaire, suivi d'une Méthode pour étudier l'agriculture par principes, ou Dictionnaire universel d'agriculture, par une société d'agriculteurs, et rédigé par M. l'abbé Rozier, Paris, 1781-1800 (com a colaboração de Jean-Antoine-Claude Chaptal, o conde de Chanteloup, e André Thouin; 10 vol. com dois volumes suplementares publicados em 1805 por Marchant), Paris, 1785-1805.
- Traité théorique et pratique sur la culture de la vigne, avec l'art de faire le vin, les eaux-de-vie, esprit de vin, vinaigres, Paris: Delalain, 1801, 2 vol.
- Dictionnaire d'agriculture et d'économie rurale, Nîmes: J. Gaude, 1804, 2 vol. in 1 tomo.